# Древани
Древани (пољ. Drzewianie, рус. Древане) су били западнословенско племе, део племенског савеза Бодрића које је живело на западној обали Лабе (на простору округа Лихов-Даненберг у данашњој немачкој држави Доњој Саксонији). На југу су се граничили са Смолинцима. Покорени су почетком 9. века, али су тек у 18. веку понемчени. Данас се територије јужно од Хамбурга, насељене у то време Словенима, зову Вендланд (Немци су у прошлости Словене називали Вендима). Последња жена која је говорила древански умрла је 1756.